# Stanley Aborah (labdarúgó, 1987)
Stanley Opoku Aborah (Kumasi, Ghána, 1987. június 23.–) ghánai-belga labdarúgó, középpályás. 

## Pályafutása

### Korai évek
Édesapja, idősebb Stanley Aborah ghánai válogatott labdarúgó volt. 
Stanley Opoku Aborah Ghánában született, de belga állampolgársággal is rendelkezik, ugyanis tízéves korában belga csapatokban kezdett el játszani. Az Anderlechtnél, az R. Cappellennél, a Gentnél és a Germinal Beerschotnál eltöltött évek után 2001-ben az holland Ajax Amsterdam ifjúsági csapatához került.

### Ajax és Den Bosch
Az Ajax felnőtt csapatában 2004. október 16-án a Heerenveen elleni, 3–1-re elvesztett mérkőzésen mutatkozott be, amikor a 64. percben becserélték. Három nap múlva már győzelmet ünnepelhetett, amikor a Bajnokok Ligájában Rafael van der Vaart-ot váltotta az izraeli Maccabi Tel-Aviv elleni mérkőzés második félidejében.
A 2005–2006-os évadban az Ajaxtól a másodosztályú FC Den Boschoz került kölcsönbe, ahol 21 mérkőzésen 3 gólt szerzett.

### Dender, Den Bosch, Cappellen, Vitesse, Mura
2007. január 3-án aláírt a belga másodosztályú FCV Dender EH csapatához, majd 2007 nyarán visszatért korábbi klubjához a Den Bosch-hoz. 2010-ben a szlovák másodosztályban szereplő trencséni FK AS Trenčín játékosa lett, majd a bajnoki évad végeztével távozott.

### Gillingham
2010 augusztusában az angol negyedik vonalban szereplő Gillinghammal kötött két hónapos szerződést. A Gillingham színeiben 2010. szeptember 18-án, a Bradford City elleni, 1–0-ra elveszített mérkőzésen mutatkozott be. Nem sokkal később, október 5-én szerződést bontottak vele.

### Capellen
2011-ben visszatért Belgiumba és az R. Cappellen FC-ben 14 mérkőzésen 8 gólt szerzett. 

### Vitesse
2011 második felében a holland Vitesse Arnhem középpályása lett, ahol 13 mérkőzésen 1 gólt lőtt. November 7-én az ifjúsági gárdában, gólpasszt jegyzett az AZ Alkmaar U21-es csapata elleni győzelemben. Egyetlen találatát a felnőttek között RKC Waalwijk ellenfeleként szerezte, ahol gólpasszal is hozzájárult az övéi fölényes, 4–0-s sikeréhez december 4-én. 

### Mura
2012-ben a szlovén muraszombati ND Mura 05 színeiben 12 alkalommal szerepelt tétmeccsen.

### Ferencváros
Miután részt vett a csapat téli felkészülésén, 2013. február 20-án a magyar Ferencvároshoz szerződött. Március 3-án mutatkozott be a zöld-fehér szerelésben, idegenben a Lombard Pápa ellen, ahol a 23. percben rögtön góllal tette le a névjegyét, ezzel segítve az FTC-t a 3–0-s összecsapáson. Kicsivel több, mint egy hónap elteltével gólpassza volt Böde Dánielnek a BFC Siófok elleni 4–2-s meccsen. Összesen 7 mérkőzést játszott a klub színeiben.
Távozását követően rövid ideig próbajátékon járt a belga másodosztályú Antwerpennél.

### Notts County
A 2013–14-es szezonban nem volt csapata, majd 2015 júliusában újra Anglia felé vette az irányt a negyedosztályú Notts Countyhoz. Augusztus 8-án mutatkozott be kezdőként a Stevenage elleni 2–0-ra győztes mérkőzésen. Első, egyben egyetlen találatát október 17-én érte el a Yeovil Town ellen, ahol szintén 2–0-ra arattak győzelmet. A klub az év végén mindössze a 17. lett a tabellán.
2017. január 31-én felbontották szerződését. Két év alatt 42 találkozója volt az egyesületnél. 

### Portsmouth
2017. február 15-én rögzítették megállapodását a Portsmouth csapatához. A 2016–17-es kiírásban a legtöbb mérkőzésre nem nevezték, vagy a kispadon ült. Április 17-én léphetett először pályára az utolsó percben pont az előző klubja, a Notts County ellen. Összesen 4 alkalommal szerepelt, ebből háromszor csereként.

### Waterford
2018 januárjában aláírt az ír élvonalban játszó Waterford FC-hez. Február 17-én a Derry City elleni 2–1-es győzelem során mutatkozott be. Május 25-én a 19. fordulóban ugyanez ellen a csapat ellen betalált, kialakítva így a 4–0-s végeredményt.
Egy évvel később, 2019 januárjában, 31 évesen visszavonult a labdarúgástól.

### A válogatottban
Aborah ghánai és belga kettős állampolgársággal rendelkezik, ezért Belga U19-es válogatottban is regisztrálva volt.  

## Sikerei, díjai

### Klubcsapatokban
Ferencváros
- Magyar ligakupa: 2013

Portsmouth
- Angol negyedosztály: 2016–17[21]